# 허남 백표
허남 백표(許男 伯彪)는 허나라의 남작이다. 이름이 백표(伯彪)이다. 오진봉(吳鎭峰)의 《금문인명회편(金文人名匯編)》에서 그 존재를 확인할 수 있다. 통치 시기는 불명이나 춘추 시대로 추정된다. 